# Luis-Enrique Herrera
Luis-Enrique Herrera (* 27. August 1971 in Mexiko-Stadt) ist ein ehemaliger mexikanischer Tennisspieler.

## Leben
Herrera gewann mehrere nationale mexikanische Jugendtitel und wurde 1988 auf Position 9 der Junioren-Weltrangliste geführt. 1989 stand er mit Mark Knowles im Doppelfinale des Juniorenturniers der French Open. Nachdem er bereits 1988 auf der ATP Challenger Tour gespielt und die Doppelkonkurrenz des San Luis Potosí Challenger gewonnen hatte, wurde er 1989 Tennisprofi. Er konnte seinen Doppeltitel verteidigen, im darauf folgenden Jahr scheiterte er an der Seite von Guillermo Pérez Roldán im Finale. Ihm gelangen jedoch Einzeltitel bei den Challenger-Turnieren in Manaus und Ilhéus. 1992 war sein erfolgreichstes Jahr, er erreichte in Armação dos Búzios zu ersten und einzigen Mal das Finale eines ATP-Turniers, unterlag aber Jaime Oncins. Auf der Challenger-Tour gewann er die Einzeltitel von São Paulo, Ixtapa und Pontevedra sowie zum dritten Mal die Doppelkonkurrenz von San Luis Potosí.
Nach einer Schulteroperation konnte er 1994 lange nicht am Spielbetrieb teilnehmen, erreichte jedoch erneut das Doppelfinale von San Luis Potosí. In den Jahren 1993 und 1994 stand er zudem im Einzelfinale des Turniers, unterlag jedoch jeweils in drei Sätzen gegen Horst Skoff und Nicolás Pereira. 1997 bestritt er in seiner Heimatstadt an der Seite von Mariano Sánchez sein erstes und einziges Doppelfinale auf der ATP World Tour. Seine höchste Notierung in der Tennis-Weltrangliste erreichte er 1992 mit Position 49 im Einzel sowie 1989 mit Position 117 im Doppel.
Sein bestes Einzelergebnis bei einem Grand-Slam-Turnier war das Erreichen der dritten Runde von Wimbledon 1992. In der Doppelkonkurrenz stieß er ein Mal in die dritte Runde der French Open vor.
Herrera spielte zwischen 1990 und 1999 36 Einzel- sowie vier Doppelpartien für die mexikanische Davis-Cup-Mannschaft. Seine größten Erfolge mit der Mannschaft waren die Erstrundenteilnahmen in der Weltgruppe 1991 und 1997. Bei der knappen 2:3-Niederlage gegen die USA konnte er sein Einzel gegen Jim Courier gewinnen, die zweite Partie gegen Brad Gilbert ging knapp in fünf Sätzen verloren. Nach dem erneuten Erstrunden-Aus 1997 gegen Italien traf Mexiko in der Relegation auf Deutschland. Herrera verlor seine Einzel gegen Boris Becker und Jens Knippschild jeweils klar in drei Sätzen.

## Finalteilnahmen
| Legende                       |
| Grand Slam                    |
| Tennis Masters Cup            |
| ATP Masters Series            |
| ATP International Series Gold |
| ATP International Series (2)  |

### Einzel
| Nr. | Datum | Turnier | Belag     | Finalgegner  | Ergebnis |
| --- | ----- | ------- | --------- | ------------ | -------- |
| 1.  | 1992  | Búzios  | Hartplatz | Jaime Oncins | 3:6, 2:6 |

### Doppel
| Nr. | Datum | Turnier      | Belag | Partner         | Finalgegner                     | Ergebnis      |
| --- | ----- | ------------ | ----- | --------------- | ------------------------------- | ------------- |
| 1.  | 1997  | Mexiko-Stadt | Sand  | Mariano Sánchez | Nicolás Lapentti Daniel Orsanic | 6:4, 3:6, 6:7 |